# Mary Simon
Mary Simon (ur. 21 sierpnia 1947) – kanadyjska dyplomatka.
Po matce ma korzenie inuickie. W latach 1999–2002 pełniła funkcję ambasadora Kanady w Danii. 6 lipca 2021 królowa Elżbieta II zaakceptowała jej kandydaturę na 30. gubernatora generalnego Kanady, zgłoszoną przez premiera Justina Trudeau, pełni funkcję od 26 lipca 2021.

## Odznaczenia
- Towarzysz Orderu Kanady (2021)[6]
- Order Świętego Jana Jerozolimskiego (2021)
- Canadian Forces Decoration (2021)
- Oficer Orderu Kanady (2005)
- Członek Orderu Kanady (1992)[7]
- Oficer Ordre national du Québec (1992)[8]
- Medal Złotego Jubileuszu Królowej Elżbiety II (2002)
- Medal Diamentowego Jubileuszu Królowej Elżbiety II (2012)